# Tumba de las palmetas

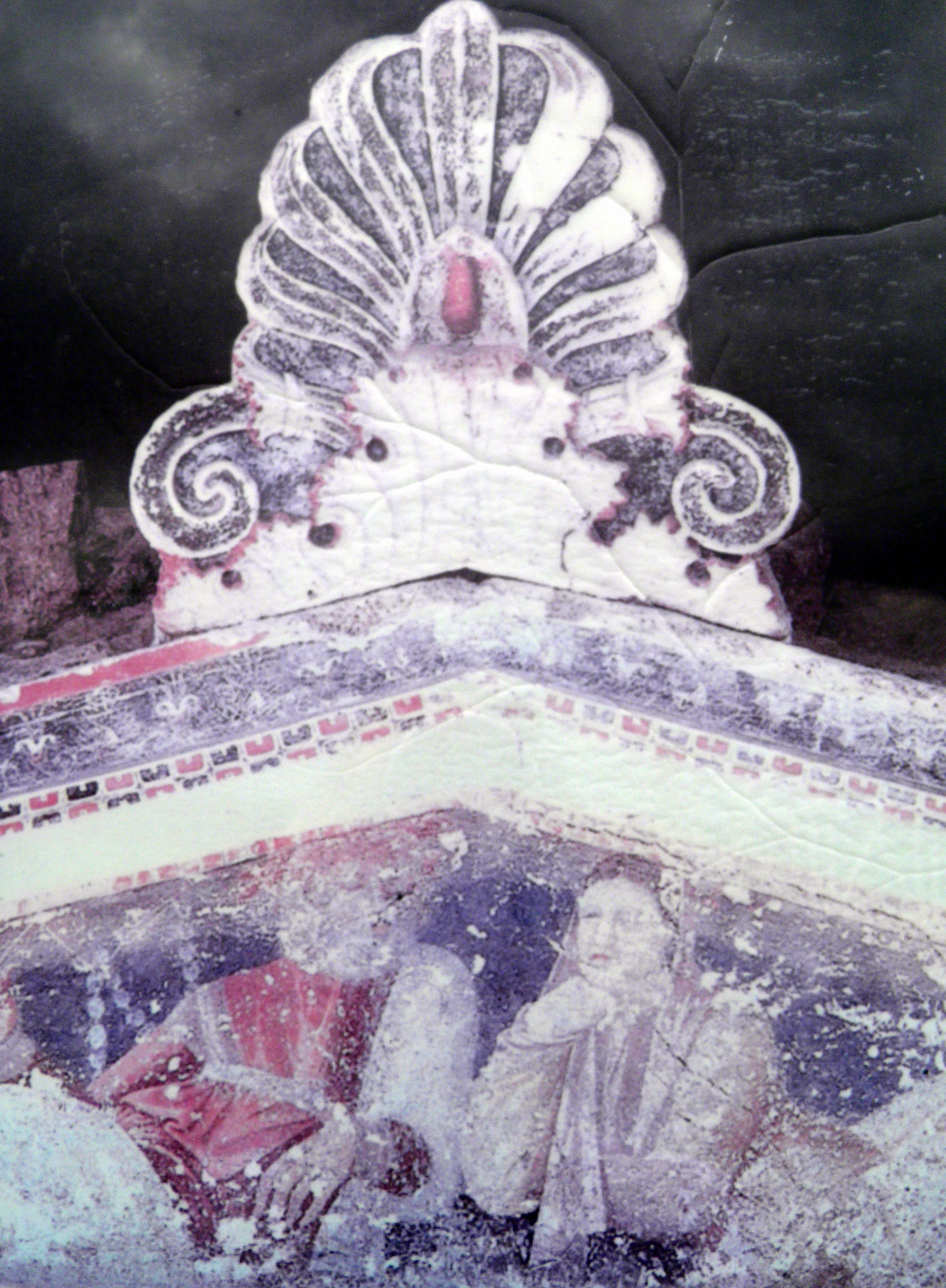
Sector del frontón con una pintura que representa a una pareja.

La tumba de las palmetas es un monumento funerario de la Antigua Macedonia del período helenístico que fue erigido en la primera mitad del siglo III a. C.  o finales del siglo IV a. C. Se encuentra en el municipio de Nausa, en la localidad de Lefkádia y es reputada por la calidad de su decoración pintada.
La tumba toma su nombre de la palmetas en forma de acroteras situadas en las esquinas del frontón y pintadas en el techo de la antecámara.Se encuentra a unos 230 m de la Tumba del juicio y a unos 990 m de la Tumba de Lisón y Calicles.
Al igual que otras tumbas del mismo periodo, fue construida en el camino que unía las antiguas ciudades de Mieza y Pela. 

## Descripción
La tumba consta de una fachada monumental y dos cámaras con bóveda de cañón (una antecámara y una cámara funeraria), cubiertas por un túmulo de tierra de 15-17 m de diámetro y 2,5 m de altura.

### Fachada
La fachada (6,25 m de alto y 5,25 m de ancho) de estilo tetrástilo jónico, está coronada por un frontón triangular sobre el que se alza un entablamento completo. Sobre un fondo azul oscuro, el tímpano del frontón, de un metro de altura, representa una figura masculina y otra femenina reclinadas en un banquete. Las dos figuras están representadas en una vista de tres cuartos, mirando hacia la izquierda. El anciano, a la izquierda, viste un quitón rojo con ribetes morados y un himatión gris amarillento. Su rostro está girado hacia la derecha para mirar a la figura femenina. Lleva barba gris y una llave en la mano derecha. Este detalle hace pensar a algunos autores que el ocupante de la tumba (representado y enterrado junto a su esposa ) ocupaba un cargo religioso, mientras que otros afirman que el tímpano representa en realidad a Hades sosteniendo la llave del Inframundo y a su esposa Perséfone. La figura femenina, que sostiene su cabeza con su brazo derecho, lleva un quitón amarillo y un himatión púrpura.

### Interior

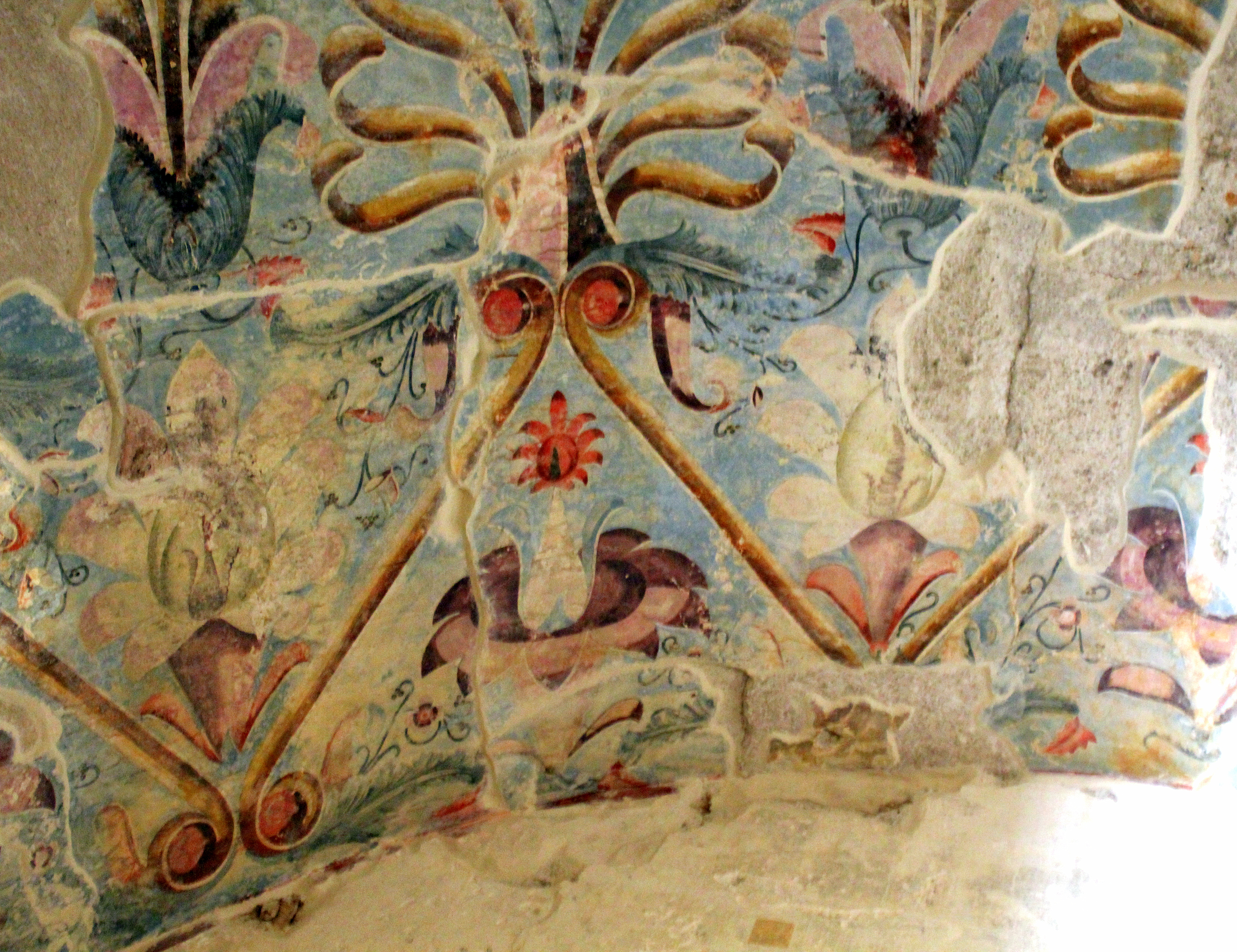
Detalle de la decoración de la antecámara de la tumba de las palmetas.

La antecámara tiene 4,08 m de ancho, 2 m de largo  y 5,14 m de alto. Las paredes alternan tres bandas de negro y dos de amarillo, mientras que la parte superior permanece blanca. El techo está decorado con seis palmetas y nenúfares sobre fondo azul claro. Una gran puerta doble de mármol (3,5 m de alto y 0,9 m de ancho) da acceso a la cámara funeraria. Se encontró en pedazos, rota cuando la tumba fue saqueada.
La cámara funeraria mide 4,07 m de ancho y 5,1 m de largo. Los murales, que pretenden imitar un revestimiento de mármol, tienen una parte inferior en negro y una superior en rojo, con una banda blanca saliente que separa ambas secciones. El techo está enlucido con un mortero amarillento. Un banco de piedra porosa ocupa el lado izquierdo de la sala. En el extremo derecho, una base de piedra porosa (llamada “'theke”') está decorada con una rama de olivo pintada. En su día albergó el larnax que contenía las cenizas del difunto, pero este objeto funerario fue sustraído cuando la tumba fue saqueada. Varios fragmentos de esculturas de marfil descubiertos durante las excavaciones, que probablemente representaban escenas de batallas y dionisíacas, decoraban un canapé de madera.

## Excavaciones
Descubierta en 1971 a raíz de unas excavaciones ilegales, la tumba fue excavada por Katerína Rhomiopoúlou entre 1971 y 1973. En 1988 se construyó una estructura metálica para proteger el monumento de la intemperie.